# خان طينوج
خان طينوج (بالفارسية: کاروانسرای طینوج) هي خان تاريخية تعود إلى عصر السلالة الصفوية والقاجاريون، وتقع في طينوج، محافظة قم.